# Thomas Beecham (1820-1907)
Thomas Beecham (Curbridge, 3 dicembre 1820 – Southport, 6 aprile 1907) è stato un imprenditore britannico fondatore della multinazionale Beecham Group.

## Biografia
Nacque il 3 dicembre 1820 da una famiglia povera che viveva nel villaggio rurale di Curbridge vicino Whitney, nell'Oxfordshire. I suoi genitori lo mandarono a scuola, ma a causa delle condizioni misere in cui vivevano, dovette abbandonare all'età di 8 anni per lavorare come pastore delle pecore a Cropredy. La pastorizia influì sulla formazione di Beecham, che cominciò a usare la sua conoscenza delle erbe nel trattamento degli animali.
Nel 1840, lasciò Cropredy e andò a stare da un suo zio a Kidlington, vicino a Woodstock, nell'Oxfordshire. Lavorò occasionalmente come postino e come giardiniere, e nel contempo sviluppò le sue formule per le pillole. Divenuto un venditore ambulante, portava le sue pillole e le sue cure in un pacchetto da un villaggio all'altro e le vendeva nei mercati locali. Sviluppò in particolare un lassativo, che commercializzò dal 1842 come Beecham's Pills.
Nel 1847, Beecham si trasferì a Liverpool, dove sposò Jane Evans, una donna gallese di circa otto anni più anziana. In quella città ottenne la licenza per le sue pillole, e trasferitosi a Wigan, nel Lancashire, con la moglie, vi aprì una farmacia. In quel periodo il Beecham produceva quattro prodotti: pillole a base di erbe, articoli per le donne, polvere per dentifricio e tintura di denti d'oro. 
Il successo commerciale riscosso dalla pillola, indusse Beecham ad aprire, nel 1859, una fabbrica a St Helens, nel Nord Ovest dell'Inghilterra, per produrla su scala industriale. La sua azienda, la Beecham's Pills, si affermò in brevissimo tempo come uno dei primi produttori di farmaci a livello nazionale, e nei decenni successivi anche mondiale.
Nel 1895, Beecham si ritirò a Southport, nel Merseyside, e lasciò la gestione dell'azienda ai figli Joseph (1848-1916) e William, assistiti dal manager anglo-americano Charles Rowed, che vi collaborava dal 1885. Thomas Beecham morì il 6 aprile 1907 di congestione polmonare, all'età di 86 anni, e fu sepolto nel cimitero di Borough a St. Helens.